# Croce Rossa Politica
Con Croce Rossa Politica (in russo Политический Красный Крест?, Političeskij Krasnyj Krest) s'intende il nome assunto da numerose organizzazioni che hanno assistito i prigionieri politici nell'Impero russo e durante i primi anni regime sovietico.

## Storia
La prima organizzazione a questo scopo fu creata a San Pietroburgo nel 1874-1875 da L. I. Kornilova-Serdjukova, L. V. Sinegub e Vera Figner assieme ad ex membri del Circolo Čajkovskij. Nel 1881, su iniziativa di Jurij Bogdanovič e Marija Kaljużnaja della Narodnaja volja, fu creata la "Società della Croce Rossa della Nardonaja volja" (in russo Общество Красного Креста Народной воли?, Obščestvo Krasnogo Kresta Narodnoj voli).
Verso la fine del XIX secolo, fu creata a San Pietroburgo la "Società di assistenza agli esiliati e ai prigionieri politici" (in russo Общество помощи политическим ссыльным и заключенным?, Obŝestvo pomoŝi političeskim ssyl’nym i zaključennym), un'organizzazione interpartitica formata in maggioranza da membri del Partito Operaio Socialdemocratico Russo che veniva finanziata tramite concerti di beneficenza, letture e serate culturali.
A seguito della rivoluzione del 1905, l'ufficio delle Organizzazioni della Croce Rossa Politica di San Pietroburgo (con presidente politico Tat'jana Bogdanovič e E. I. Benoit come tesoriere) fu coinvolto nell'assistenza ai prigionieri politici e dal 1907 il suo lavoro divenne più intenso: le donazioni furono raccolte dalla sua commissione finanziaria, mentre quella carceraria fornì assistenza ai prigionieri, agli esiliati e alle loro famiglie, organizzando anche la loro fuga. Una delle organizzazioni più attive negli anni dieci fu il "Gruppo di supporto ai prigionieri politici di Šlissel'burg" (in russo Группа помощи политическим узникам Шлиссельбурга?, Gruppa pomoŝi političeskim uznikam Šlissel’burga), del quale facevano parte Aleksandra Bruštejn, M. L. Lichtenstadt, A. A. Aristova ed E. V. Pozner.
Nel 1917, dopo la rivoluzione russa di febbraio, la Croce Rossa Politica aiutò i prigionieri liberati e gli esiliati politici. Nello stesso anno, fu creata la "Società a supporto dell'aiuto politico" (in russo Общество помощи освобожденным политическим?, Obŝestvo pomoŝi osvoboždennym političeskim). 
Nel 1918 fu istituito il "Comitato della Croce Rossa Politica di Mosca", noto anche come "Società della Croce Rossa di Mosca per l'assistenza ai prigionieri politici" o "Croce Rossa politica di Mosca". L'organizzazione, creato da Nikolaj Murav’ëv assieme a Ekaterina Peškova e Michail Vinaver, venne legalizzata grazie ad un decreto del Commissario del popolo per la giustizia della RSFS Russa Isaak Štejnberg, nonostante la diffidenza del capo della Čeka Feliks Dzeržinskij. In seguito all'arresto di Murav’ëv nel 1922 e all'emanazione del decreto "Sulle forme di registrazione delle organizzazioni pubbliche", il comitato cessò di esistere come Croce Rossa Politica e, dal 12 giugno di quell'anno, l'organizzazione fu chiamata "Assistenza ai prigionieri politici" (in russo Помощь политическим заключенным?, Pomoŝ’ političeskim zaključennym; spesso abbreviato in "Pompolit").
L'organizzazione, su richiesta dei parenti dei prigionieri politici, fece indagini sui luoghi dove venivano detenuti, fornendo loro assistenza materiale e chiedendo alle autorità la loro liberazione. La sede del Pompolit si trovava nella casa n. 16 di Kuzneckij Most, vicino alla sede dell'OGPU, ma successivamente il numero civico cambiò in 24. L'organizzazione fu attiva fino alla metà del 1937, quando venne sciolto per ordine del commissario dell'NKVD Nikolaj Ežov, mentre la sede fu sigillata nel 1938.
Dal 1924 al 1931, il Pompolit aiutò anche i movimenti sionisti esiliati dal Mandato britannico della Palestina.
Formalmente, il "Pompolit" cessò le sue attività il 15 luglio 1938.